# Love Is on My Side
Love Is on My Side è un singolo del gruppo musicale portoghese The Black Mamba, pubblicato il 7 marzo 2021 su etichetta discografica Sony Music Entertainment Portugal.
Il brano è stato selezionato per rappresentare il Portogallo all'Eurovision Song Contest 2021.

## Descrizione
Il 20 gennaio 2021 The Black Mamba sono stati annunciati fra i venti partecipanti all'annuale Festival da Canção, evento musicale utilizzato come selezione del rappresentante eurovisivo portoghese. Il successivo 20 febbraio hanno presentato Love Is on My Side aprendo la prima semifinale del programma, dalla quale si sono qualificati per la finale del 6 marzo. Hanno vinto la competizione grazie al voto combinato delle giurie regionali e del pubblico, pur essendo arrivati secondi in entrambe le votazioni, e sono diventati di diritto i rappresentanti portoghesi all'Eurovision Song Contest 2021. Love Is on My Side si distingue per essere il primo brano eurovisivo portoghese in cinquantadue anni di partecipazione ad essere cantato interamente in lingua inglese. Nel maggio successivo, dopo essersi qualificati dalla seconda semifinale, The Black Mamba si sono esibiti nella finale eurovisiva a Rotterdam, dove si sono piazzati al 12º posto su 26 partecipanti con 153 punti totalizzati.
Love Is on My Side era stata inizialmente pubblicata come traccia della compilation del Festival da Canção 2021, uscita il 26 febbraio 2021; in seguito alla vittoria al festival, il seguente 7 marzo è stato reso disponibile come singolo sulle piattaforme digitali.

## Tracce
Testi e musiche di Pedro "Tatanka" Caldeira.
1. Love Is on My Side – 2:55

## Classifiche
| Classifica (2021) | Posizione massima |
| ----------------- | ----------------- |
| Lituania          | 46                |
| Paesi Bassi       | 70                |
| Portogallo        | 44                |